# La piovra 9 - Il patto
La piovra 9 - Il patto è la nona miniserie televisiva della più celebre saga della serie italiana, La piovra con protagonisti Raoul Bova ed Anja Kling.
Tra gli altri interpreti Tony Sperandeo, Fabrizio Contri, Laura Marinoni, Maurizio Donadoni, François Montagut, Franco Castellano, Andrea Lorina, Sebastiano Lo Monaco, Giovanna Rei, Guia Jelo, Giuseppe Zarbo, Massimo Bellinzoni e Claudia Fiorentini.
Miniserie in due puntate per la regia di Giacomo Battiato, è andata in onda la prima volta in Italia l'8 e il 15 marzo 1998 su Rai 1.
Ambientato nella Catania d'inizio anni sessanta, questo nono capitolo prosegue e conclude le vicende iniziate nell'ottavo e, insieme a questo, può essere considerato il prequel degli altri capitoli della saga, pur se quasi completamente distaccato da questi ultimi per trama e personaggi.

## Trama
All'inizio degli anni sessanta, il capitano dei carabinieri Carlo Arcuti, dopo lo scandalo provocato dalla sua relazione con la baronessa Barbara Greenberg Altamura, ritorna in Sicilia, a Catania, richiamato dal colonnello Valente per indagare su un uomo d'affari marsigliese in viaggio in Italia, tale Didier Martenne. Arcuti pedina Martenne e conferma i sospetti del colonnello Valente: l'Onorata Società sta cercando di far sorgere raffinerie di droga in Sicilia per controllare il traffico di stupefacenti tra Turchia e Stati Uniti d'America; Martenne in realtà è un esperto nella raffinazione di eroina ed è stato chiamato in Sicilia sotto le vesti di un rappresentante di fertilizzanti.
Le indagini di Arcuti conducono di nuovo il capitano verso Barbara Greenberg in Altamura, il suo vecchio amore che gli ha rovinato la vita, da poco dimessa da una clinica psichiatrica, il cui marito, il barone Francesco, a seguito dello scandalo provocato dalla relazione tra Arcuti e la moglie, ha lasciato il suo paese natale Trettorri, vendendo la villa di famiglia, e si è trasferito proprio a Catania, in una villa del centro storico della città etnea, insieme alla cugina, ed è ora divenuto un banchiere, coinvolto nel nascente traffico di droga. Barbara accetta la proposta di Arcuti di spiare le mosse del marito, tornando a vivere con lui nella sua nuova casa ed inscenando un riavvicinamento all'uomo ma, scoperta, rischia la morte e si salva grazie all'intervento di un mafioso senza scrupoli, tale Turi Mondello. Questi è stato mandato dall'avvocato Torrisi, socio in affari del barone, nella villa di quest'ultimo come autista e, forse innamorato della donna, salva Barbara, che viene creduta morta per parecchio tempo. Invece si scoprirà che i cadaveri rinvenuti sono, oltre che del barone Altamura, quello della cugina. Dopo aver regolato i conti con l'avvocato Torrisi e il fratello Carmine, che aveva ucciso involontariamente suo cognato e approfittato della sorella Teresa, Turi si pone a capo della cosca locale, assicura il monopolio del traffico degli stupefacenti agli altri boss e fornisce all'Onorata Società l'appoggio dell'assessore corrotto Calogero Cinisi, che sotto la minaccia di Turi, attraversa la vicenda da grande calcolatore e da manovratore occulto.
Dopo una lunga serie di ricerche, Arcuti libera Barbara dalle mani di Mondello e fa arrestare quest'ultimo. Riunitosi alla donna che ama e dopo averla sposata, è sul punto di condurre nuove indagini. Successivamente Arcuti viene ucciso da un'automobile guidata da un sicario mandato molto probabilmente da Turi Mondello e su accordo dell'onorevole Cinisi.

## Riprese
Quasi tutte le riprese esterne sono state effettuate nel centro storico di Catania.